# A Scanner Darkly (film)
A Scanner Darkly är en amerikansk dystopisk animerad (rotoskopi) film från 2006, regisserad av Richard Linklater och baserad på Philip K. Dicks bok Skannad i dunklet. I huvudrollerna syns bland andra Winona Ryder, Keanu Reeves och Robert Downey Jr.

## Skådespelare (i urval)
- Keanu Reeves – Bob Arctor
- Robert Downey Jr. – James Barris
- Woody Harrelson – Ernie Luckman
- Rory Cochrane – Charles Freck
- Winona Ryder – Donna